# Boké
Boké – miasto w Gwinei; 159 152 mieszkańców (2012). Siedziba regionu Boké.